# Holger Werner (Musiker)
Holger Werner (* 1981) ist ein deutscher Jazz- und Improvisationsmusiker (Klarinette, Bassklarinette, gelegentlich auch Saxophon oder Blockflöte).

## Leben und Wirken
Werner wuchs in Northeim auf, spielte in der Corvi-Jazzband des Northeimer Gymnasiums Corvinianum, im Jugendjazzorchester Niedersachsen, im Jugendjazzorchester NRW sowie in der Konzertbesetzung des Bundesjugendjazzorchesters unter Peter Herbolzheimer. Er war 2000 Solisten-Preisträger des Wettbewerbs Jugend jazzt in Oldenburg und gewann mit der Band Mumble Jumble 2006 den 1. Platz beim Biberacher Jazzpreis Bis 2009 studierte er an der Musikhochschule Köln und an der Musikhochschule in Rotterdam. 2004 gründete er die Cologne Swing Assembly, welche sich dem Jazz der 1920er und 30er Jahre widmet. Hieraus entstand ebenfalls das Holger Werner Trio (mit Fraser Gartshore und Sebastian Winne). 2008 gründete er das New Classic Jazz Orchestra sowie das German Vintage Jazz Orchestra,  welche in der Tradition des frühen Big-Band-Jazz stehen. 
In der Kölner Jazz- und Improvisationsszene arbeitet Werner u. a. im Frederik Köster Jazz Orchester, in der Hannah Köpf Band, in Robert Landfermanns Projekt Tiefgang, in der Formation 3X3 (u. a. mit Menzel Mutzke, Jan Torkewitz, Axel Lindner und Elisabeth Fügemann), Tobias Hoffmann’s Fallschirme zwei, im Stefan Schultze Ensemble, im Multiple Joy(ce) Orchestra, in Benjamin Schäfer's Hive Mind, in der Gruppe Bellbird und im Jakob Kühnemann Quartett.

## Diskographische Hinweise
- Pop goes Jazz: Overload (2007, Intrepid Records), mit Silvio Morger, Frank Scheele, Pablo Held, Markus Braun[16]
- Tobias Hoffmann’s Fallschirme: Zwei (JazzHausMusik, 2009), mit Frank Kampschroer, Ralf Gessler
- Benjamin Schaefer: Beneath the Surface (Enja, 2010)
- Frederik Köster Jazz Orchester: Soundtrack – Live im Stadtgarten (CMO Music) 2008
- The Multiple Joy[ce] Ensemble: 9 Compositions for The Multiple Joy[ce] Ensemble by Matthias Schubert (Red Toucan, 2012), mit Udo Moll, Matthias Muche, Angelika Sheridan, Frank Gratkowski, Philip Zoubek, Scott Fields, Axel Lindner, Elisabeth Fügemann, Sebastian Gramss, Carl Ludwig Hübsch
- Bellbird: Transmitter (Whirlpool Music, 2012), mit Oliver Lutz, Max Andrzejewski, Tobias Hoffmann, Marco Mlynek, Christoph Möckel
- Robert Landfermann Tiefgang (2014, KLAENG)